# Naprej zastava slave
Naprej zastava slave (česky Vzhůru slavná vlajko) je slovinská pochodová skladba z roku 1860, která od roku 1995 slouží jako hymna Slovinské armády.

## Skladba
Skladbu složil v roce 1860 slovinský hudební skladatel Davorin Jenko na text básně jeho bratrance Simona Jenka v hostinci u Prátru ve Vídni. Skladba byla poprvé představena 22. října 1860 a 1. prosince 1860 vyšla ve slovinském deníku Slovenski glasnik. Původní název můžeme přeložit i jako „Vzhůru vlajko Slovanů“. V roce 1885 se dílo na Oxfordské univerzitě stalo prvním slovinským básnickým dílem, které bylo oficiálně přeloženo do angličtiny.

## Užívání jako hymna

### Ve Slovinsku
V průběhu 19. století se skladba stala populární a začala být považována za slovinskou národní hymnu. Po vzniku Státu Slovinců, Chorvatů a Srbů v roce 1918 skladbu používali revoluční slovinská vojska Rudolfa Maistera. Se vznikem nezávislé Jugoslávie po roce 1918 se spolu se srbskou hymnou Bože pravde, kterou složil také Davorin Jenko, a chorvatskou Lijepa naša domovino skladba stala součástí nové hymny Království Jugoslávie. V průběhu druhé světové války byla používána jako skladba organizace slovinských partizánů Osvobodilna fronta bojující proti Německu. Se vznikem Socialistické federativní republiky Jugoslávie v roce 1945 byla dosavadní jugoslávská hymna nahrazena skladbou Hej, Slované. V roce 1972 byla samostatná skladba Naprej zastava slave přijata za hymnu Socialistické republiky Slovinsko jako součásti SFRJ. V roce 1987 byla jako slovinská hymna nahrazena skladbou Zdravljica.
Po vyhlášení nezávislosti Slovinska se skladba 15. dubna 1992 stala oficiální hymnou slovinské teritoriální obrany a v roce 1995 Slovinské armády.

### Užítí v českých zemích
Píseň byla jako slovinská hymna známá i v českých zemích. Jan Masaryk v době první světové války působil na Italské frontě. Po zhroucení rakousko-uherské moci se 28. října 1918 nacházel ve Slovinsku, kde spolu se svými slovinskými přáteli slavil v ulicích Lublaně prohlášení nezávislosti slovinského státu právě onou hymnou. V době druhé světové války poté jako exilový ministr zahraničí spolupracoval s jugoslávskou exilovou vládou, kde v Londýně zdůrazňoval významné přátelství zejména mezi Čechy a Slovinci a spojenectví mezi Československem a Jugoslávií. V pravidelném československém vysílání BBC z Londýna v dubnu 1944 z důvodu, že válečná fronta se již dostala na československé území na Podkarpatské Rusi, zdůrazňoval podporu bojujících partyzánů ve Slovinsku a potřebu podobného odporu také v Československu, zejména sabotáže na železnicích a v továrnách v Protektorátu:
...Jako vy všichni mám rád náš „Kde domov můj“, ale teď musíme zpívat jinak.
Musíme si kupříkladu dočasně vypůjčit slovinskou hymnu:
„Naprej zastava sláve, na boj junaška kri, za blagor očetnjave naj puška govori.“
Jan Masaryk v československém vysílání BBC z Londýna, 12. dubna 1944

## Text
| Slova Naprej zastava slave, na boj junaška kri za blagor očetnjave naj puška govori! Z orožjem in desnico, nesimo vragu grom, zapisat v kri pravico, ki terja jo naš dom. Naprej zastava slave, na boj junaška kri, za blagor očetnjave naj puška govori! Draga mati je prosila, roke okol vrata vila, je plakala moja mila, tu ostani ljubi moj! Zbogom mati, ljuba zdrava, mati mi je očetnjava, ljuba moja čast in slava, hajdmo, hajdmo, zanjo v boj! Z orožjem in desnico, nesimo vragu grom, zapisat v kri pravico, ki terja jo naš dom. Naprej zastava slave, na boj junaška kri, za blagor očetnjave naj puška govori! Naprej! Naprej! | Překlad Vzhůru slavná vlajko, do boje za krev hrdinů, za blaho drahé vlasti nejlépe puška odpoví! Se zbraněmi a pravicí, přinášíme nepříteli hromy pekel, abychom krví vepsali právo na vlast, které vyžaduje náš domov. Vzhůru slavná vlajko, do boje za krev hrdinů, za blaho drahé vlasti nejlépe puška odpoví! Drahá máti na kolenou mě prosila, s rukama okolo krku mého ona plakala, moje milá tu zůstaň lásko má! Sbohem máti, moje milá, matkou mi je otčina má. Láskou moje čest a sláva, pojďme vzhůru za ní, vzhůru pojďme za ní v boj! Se zbraněmi a pravicí, přinášíme nepříteli hromy pekel, abychom krví vepsali právo na vlast, které si vyžaduje náš domov. Vzhůru slavná vlajko, do boje za krev hrdinů, za blaho drahé vlasti, nejlépe puška odpoví! Vzhůru! Vzhůru! |